# Lars Høgh
Lars Høgh (Odense, 14 januari 1959 – aldaar, 8 december 2021) was een Deens voetballer die speelde als doelman. Hij beëindigde zijn loopbaan in 1999 bij de Deense club Odense BK, en ging vervolgens aan de slag als keeperstrainer.

## Clubcarrière
Høgh speelde zijn gehele (prof)loopbaan voor Odense BK. Met die club won hij twee keer de Deense landstitel en tweemaal de Deense voetbalbeker. Hij speelde 603 competitiewedstrijden voor de club uit zijn geboorteplaats.

## Interlandcarrière
Høgh speelde in totaal acht officiële interlands voor Denemarken. Onder leiding van bondscoach Sepp Piontek maakte hij zijn debuut op 19 mei 1983 in de olympische kwalificatiewedstrijd tegen Noorwegen (2-2) in Aarhus.
| Interlands van Lars Høgh voor Denemarken | Interlands van Lars Høgh voor Denemarken | Interlands van Lars Høgh voor Denemarken    | Interlands van Lars Høgh voor Denemarken | Interlands van Lars Høgh voor Denemarken | Interlands van Lars Høgh voor Denemarken |
| №                                        | Datum                                    | Wedstrijd                                   | Uitslag                                  | Competitie                               | Goals                                    |
| Als speler van Odense BK                 | Als speler van Odense BK                 | Als speler van Odense BK                    | Als speler van Odense BK                 | Als speler van Odense BK                 | Als speler van Odense BK                 |
| ---------------------------------------- | ---------------------------------------- | ------------------------------------------- | ---------------------------------------- | ---------------------------------------- | ---------------------------------------- |
| 1                                        | 19.05.1983                               | Denemarken – Noorwegen                      | 2 – 2                                    | OS-kwalificatie                          | 0                                        |
| 2                                        | 22.06.1983                               | Denemarken – Finland                        | 3 – 0                                    | OS-kwalificatie                          | 0                                        |
| 3                                        | 08.05.1985                               | Denemarken – Duitse Democratische Republiek | 4 – 1                                    | Vriendschappelijk                        | 0                                        |
| 4                                        | 13.06.1986                               | Denemarken – West-Duitsland                 | 2 – 0                                    | WK-eindronde                             | 0                                        |
| 5                                        | 18.06.1986                               | Denemarken – Spanje                         | 1 – 5                                    | WK-eindronde                             | 0                                        |
| 6                                        | 23.09.1987                               | West-Duitsland – Denemarken                 | 1 – 0                                    | Vriendschappelijk                        | 0                                        |
| 7                                        | 08.01.1995                               | Saoedi-Arabië – Denemarken                  | 0 – 2                                    | FIFA Confederations Cup                  | 0                                        |
| 8                                        | 10.01.1995                               | Denemarken – Mexico                         | 1 – 1                                    | FIFA Confederations Cup                  | 0                                        |

## Erelijst
Denemarken
- FIFA Confederations Cup

1995
 Odense BK
- Deens landskampioenschap

1982, 1989
- Deense beker

1983, 1993

## Overlijden
Høgh overleed op 62-jarige leeftijd aan de gevolgen van alvleesklierkanker.